# まこと (ストリートファイター)
まこと (Makoto) は、カプコンの対戦型格闘ゲーム『ストリートファイターIII 3rd STRIKE』などに登場する架空の人物。担当声優は津村まこと。

## キャラクターの設定
土佐出身の空手少女。硬派な性格で訛りの強い土佐弁を喋るほか、少年のような外見をしている。父譲りの白い道着に黒帯、黄色い首ハチマキがトレードマーク。また、道着の下には赤いスポーツブラを着用。
実家の竜胆館（りんどうかん）は土佐の名門空手道場だったが、師範である父のまさるの死後は廃れてしまい、兄も武術の才能がないことを理由にサラリーマンになっていた。その現状を憂い、再び道場を再興すべく世界に名を売りに出た。年若く背も低いが、既に黒帯を締めるだけの実力を持っている。
『ストリートファイターIII 3rd STRIKE』（以下『3rd』と表記）のエンディングでは世界の強豪を倒したことで「竜胆館の最年少師範」として、その名が広まる。彼女との組み手を目的に多くの武道家が土佐を訪れ、結果として道場を再興させた。また、同作に登場するいぶきとはライバル関係にあたり、対戦前に専用デモが存在し勝利時の台詞もお互いを強く意識している。
『スーパーストリートファイターIV』（以下『スパIV』と表記）は『3rd』の頃から約3年ほど前の時代が舞台であり、まことが道場再興を決意した直後の姿が描かれている。まずは老朽化してボロボロになった道場そのものを建て直すために世界格闘大会に出場して賞金の獲得を目指すが、まことの意に反して途中で大会は中止。賞金の話も闇の中に消えてしまうが、それでも道場再興の夢は諦めておらず、同作のエンディングでは釘と金槌を手に自ら道場の修理を行う彼女を見ることができる。
『スパIV』では年齢と学年は公式見解では設定されていない。
『3rd』において、最終ボスのギルの直前の相手はリュウであり、噂を聞きつけて勝負を挑んでいる。『スパIV』のライバル戦では「有名な映画俳優で格闘家であるフェイロンに勝てば竜胆館の名が上がる」として、勝負を挑む。
『スパIV』のイメージイラストでは、背中に「誠」と書かれた道着を着ているものがある。
『ストリートファイターV』公式サイト「シャドルー格闘家研究所」の「キャラ図鑑」では父まさるのプロフィールが公開されている。家庭をあまり顧みずに強者を求めて世界を飛び回っていたが、南米で大敗を喫すると意気消沈し、帰国後に事故でこの世を去る。必殺技は強烈な対空技「吹上」と鉤突き「夏草」。また、『3rd』のエンディングでまことが倒した相手の名前が角谷拳一（空手家）とソムサック（ムエタイ選手）であることが「キャラ図鑑」にて判明している。角谷はまさるの知り合いだったと設定されている。

## ゲーム上の特徴
キャラクターの性能や通常技の仕様が他のキャラクターと若干異なり、癖がある（例：通常、しゃがみ強キックでは相手をダウンさせることができ、しゃがみ強パンチはジャンプする相手に有効というキャラクターが多いが、彼女の場合は逆になっている）。
前後への歩き移動は非常に遅い半面、ダッシュの速度は全キャラクター中で最速である。
スタン値の回復が早く、ダウンした際の起き上がりも早い。
小柄なため通常技のリーチが短めで中〜遠距離戦は苦手だが、攻めを継続する能力は高く、スタン値の高い技も多く、威力も高いので、一瞬で試合をひっくり返せる爆発力がある。
『3rd』では3凶（ダッドリー、まこと、ユリアン）の一人に数えられている。
『スパIV』でもキャラクター性能はほぼ『3rd』を踏襲しており、システム上「ブロッキング」は使用できないものの、メリハリのある動きとラッシュ能力の高さは健在（ただし『3rd』よりも全体的な攻撃力は低めに抑えられている）。

## 技の解説

### 通常技
技名は『スパIV』時のもの。
| 操作     | 立ち                           | 立ち（レバー前入れ）                 | しゃがみ                             | 垂直ジャンプ                   | 斜めジャンプ                   |                                |
| -------- | ------------------------------ | ------------------------------------ | ------------------------------------ | ------------------------------ | ------------------------------ | ------------------------------ |
| 弱パンチ | 小手払い・瞬（シバタキ）       | 小手突き・風見（カザミ）             | 屈み突き・追風（オイテ）             | 跳び拳・千草（チグサ）         | 跳び拳・千草（チグサ）         |                                |
| 中パンチ | 両手突き・碇（イカリ）         | 下突き・薫菜（カオルナ）             | 屈み貫き手・野分（ノワキ）           | 跳び貫き手・茜（アカネ）       | 跳び貫き手・茜（アカネ）       |                                |
| 強パンチ | 撥ね手刀・青嵐（アオアラシ）   | 踏み込み正拳突き・風巻（シマキ）     | 足刈り手刀・神渡（カミワタシ）       | 跳び手刀・竜胆（リンドウ）     | 跳び巴手刀・杜若（カキツバタ） |                                |
| 弱キック | 膝蹴り・露止（ツユドメ）       | 前蹴り・飛沫（シブキ）               | 屈み足刀・瀬踏（セブミ）             | 跳び膝蹴り・鏑（カブラ）       | 跳び膝蹴り・鏑（カブラ）       | 跳び膝蹴り・鏑（カブラ）       |
| 中キック | 上段蹴り・立浪（タツナミ）     | 踏み込み上段回し蹴り・鳴門（ナルト） | 屈み蹴り・水切（ミズキリ）           | 跳び足刀・太刀（タチ）         | 跳び足刀・太刀（タチ）         | 跳び足刀・太刀（タチ）         |
| 強キック | 突き出し前蹴り・怒涛（ドトウ） | 踏み込み足払い・黒潮（クロシオ）     | 屈み上段回し蹴り・浪頭（ナミガシラ） | 跳び一文字蹴り・長柄（ナガエ） | 跳び一文字蹴り・長柄（ナガエ） | 跳び一文字蹴り・長柄（ナガエ） |

#### レバー前入れ通常技
小手突き・風見（こてづき・かざみ）
その場で小手を打つ。
下突き・薫菜（したづき・かおるな）
前進しつつ下突きを打つ。
踏み込み正拳突き・風巻（ふみこみせいけんつき・しまき）
踏み込んで正拳を打つ。
前蹴り・飛沫（まえげり・しぶき）
前進しつつ前蹴りを出す。
踏み込み上段回し蹴り・鳴門（ふみこみじょうだんまわしげり・なると）
踏み込んで上段回し蹴りを出す。
踏み込み足払い・黒潮（ふみこみあしばらい・くろしお）
踏み込んで足払いを出す。ボタンを押し続けるとフェイントで終わる。

### パーソナルアクション
息吹を行い、これにより次の攻撃の威力を高める。ボタンを押し続けることで後ろに振り向き、さらに息吹を2回〜3回と続け、さらに攻撃力を高めることができる。また最初の息吹の際に差し出す手には攻撃判定があり、スーパーアーツでキャンセル可能。

### 通常投げ
引き寄せ頭突き・塔頭（ひきよせずつき・たっちゅう）
相手を捕まえて、頭突きをかます。一般的な投げ技と異なり、投げた後に相手がダウンしないという特徴がある。
肘落とし三連突き・荒磯（ひじおとしさんれんづき・あらいそ）
膝蹴りからの肘打ちで相手を押し倒した後、ダウンした相手のみぞおちを垂直に殴り付ける。

### 特殊技
踏み込み正拳三連突き・山背（ふみこみせいけんさんれんつき・やませ）
「踏み込み正拳突き・風巻」（レバー前入れ強パンチ）の最中に強パンチで、更に2回正拳を叩きこむ。
練氣掛け受け・蜘払い（れんきかけうけ・ちばらい）
『ウルトラストリートファイターIV』（以下『ウルIV』）のオメガエディションで使用。「丹田練氣」発動中に使用できる。
セービングアタックと差し替えられた技で、一瞬構えてダメージ無効のアーマーを発動させる。

### ターゲットコンボ
コマンドは右向き時のもの（左向き時はレバー入力を逆にする）。キックはKと表記する。
立ち弱K・立ち中K
膝蹴り・露止（膝蹴り）→上段蹴り・立浪（上段蹴り）の連係技。相手のダウンを奪える。
→中K・立ち強K
踏み込み上段回し蹴り・鳴門（上段回し蹴り）→突き出し前蹴り・怒涛（前蹴り）の連係技。

### 必殺技
突進正拳突き・疾風（とっしんせいけんづき・はやて）
一気に踏み込んで正拳突きを放つ突進技。ボタン押しっぱなしで構えを維持し、離すと攻撃が発動。
ボタン押しっぱなし時は溜めた時間に応じて威力を上げられるほか、追加入力で技を中断することも可能。また、攻撃後の追加入力で専用のパーソナルアクションが出せるが、追加効果は何もない。
直上正拳突き・吹上（ちょくじょうせいけんづき・ふきあげ）
低い姿勢から真上の上空へ正拳突きを放つ対空技。通常はその場で、発動時のボタンによっては前方に踏み込んでから技を繰り出す。
空中の相手にしか当たらないが『ウルIV』オメガエディション「丹田練氣」中は地上の相手にもヒットする。
打ち下ろし手刀・颪（うちおろししゅとう・おろし）
大きく振りかぶった後、強烈な手刀を振り下ろす。そのパワーは地を揺るがすほど。
隙は大きいが、しゃがみガード不能の中段技。発動時のボタンによってはダウンを奪うことも可能。
『ウルIV』オメガエディションでの「丹田練氣」中は弱で発生が早くなり、中で相手をダウンさせず、強で一瞬飛び上がるため、下段無敵になる。
吊るし喉輪・唐草（つるしのどわ・からくさ）
両手で相手の首を掴んで持ち上げ、締め上げる投げ技。技が決まった後は相手をゆっくりとその場に下ろす。
ダメージは低いが、技後はまこと側が有利になるため追撃できる。
閃空カカト落とし・剣（せんくうカカトおとし・つるぎ）
空中でのみ発動可能。空中で一回転し、踵落としを見舞う。
通常のジャンプ攻撃と同じく、しゃがみガード不可。
踏み込み頭突き・勇魚（ふみこむづつき・いさな）
『ウルIV』オメガエディションで使用。力を溜めて頭突きを繰り出す。リーチは短く威力も期待できないが技後の隙が小さいため連続技に繋ぎやすい。
仕切りの構え（しきりのかまえ）
構えを仕切り直し、通常技をキャンセルさせる。EX版はゲージ2ブロックを使用する。

### スーパーアーツ / ウルトラコンボ
SA1（3rd）・UC1（スパIV） - 正中線五段突き（せいちゅうせんごだんづき）
- ストック数（3rd-1） ゲージの長さ（3rd-120）

相手の股間（釣鐘）に正拳を繰り出し、ヒットするとさらに下から上へ打点をズラしながら4発の正拳を叩き込む。「正中線」とは頭のてっぺんからヘソを通り、股間に至るまでを線で繋いだ人体の中心線のことで、古武術の概念ではこの正中線上に急所が多く存在するとされている。
リーチは短いが、一撃の威力としてはまことの技の中で最大。
『スパIV』では、ウルトラコンボIとして使用。
正中線乱れ突き（せいちゅうせんみだれづき）
コンボ成立中（「吊るし喉輪・唐草」やセービングアタック後）に「正中線五段突き」を発動すると、この技になる。
1発目がヒットすると正中線に拳を無数で叩きこみ、最後に殴り飛ばす。威力は減少するが全体的に動作が早い。
SA2（3rd）・UC2（スパIV） - 暴れ土佐波砕き（あばれとさなみくだき）
- ストック数（3rd-2） ゲージの長さ（3rd-88）

後方の壁への三角飛びから飛び蹴りを繰り出し、ヒットすると蹴りのラッシュで相手を打ち上げた後「直上正拳突き・吹上」でフィニッシュを決める。
技後は相手が吹き飛んだ状態になり、まこと側は特定の動作で技後の硬直をキャンセルできるため追撃が可能。
『3rd』ではゲージが短く、ストック数も多い。『スパIV』ではウルトラコンボIIとして使用。クリーンヒット時は相手をロックして固定演出に移行し、威力が上がる。
SA3（3rd）・SC（スパIV） - 丹田練氣・攻めの型（たんでんれんき・せめのかた）
- ストック数（3rd-1） ゲージの長さ（3rd-96）

気合を入れて一定時間自身の攻撃力を高めるサポート的な技。技の効果中は自身の体が赤く変色した状態になる。
『3rd』では自身がガードできなくなるという欠点があるがブロッキングは可能で、攻撃力の上昇率も非常に高い。『スパIV』ではスーパーコンボとして使用。『3rd』のような制限はかからないものの上昇率は劣る。
『ウルIV』オメガエディションでは攻撃力以外に、移動や必殺技の性能変化の効果がある。前ダッシュが1度に1.5歩分の距離になり、後方ダッシュの速度が上昇する。
- 突進正拳突き・疾風

ボタンホールドで構えが維持できなくなった代わりに、弱中強で1、2、3ヒットになる。
- 直上正拳突き・吹上

密着状態にいることで、地上の相手にもヒットし相手を空中に吹き飛ばす。
- 打ち下ろし手刀・颪

弱で発生が通常より早くなる。中では発生は通常と同じだが相手をダウンさせない。強は低く飛び上がってから手刀を振り下ろすため下段無敵になる。
EX丹田練氣・攻めの型（EXたんでんれんき・せめのかた）
『ウルIV』オメガエディションで使用する。スーパーコンボゲージ2ブロックで発動できるが発動時間は短い。

## その他の登場作品
- SNK VS. CAPCOM 激突カードファイターズ全シリーズ（トレーディングカードゲーム版も含む）
- NAMCO x CAPCOM - シルフィーが必殺技「フラッシュコンボ（出典は『ポケットファイター』）」時に、まことのコスプレをしながら正中線五段突きを使う。